# Malbergbahn
Malbergbahn – nieczynna, wąskotorowa dwutorowa, kolej linowo-terenowa z zębatką systemu Riggenbacha, o napędzie wodnym  (balastowym, działającym na zasadzie przeciwwagi – wagony wyposażone były w zbiorniki wodne napełniane na stacji górnej i opróżniane na dolnej) i rozstawie szyn 1000 mm, funkcjonująca w przeszłości w niemieckim uzdrowisku Bad Ems (Nadrenia-Palatynat), po południowej stronie rzeli Lahn.

## Historia i parametry
Góra Hochen Malberg (376 m n.p.m.) jest popularnym celem wycieczek z uzdrowiska w Bad Ems. W 1879 zdecydowano o budowie hotelu na północnych stokach Malbergu. Ze względu na duże nachylenie terenu w tym rejonie postanowiono zapewnić dostęp do obiektu i terenów spacerowych koleją linowo-terenową. 3 grudnia 1886 założona została spółka akcyjna Malbergbahn AG, a prace budowlane rozpoczęły się w jeszcze tym samym roku. Otwarcie odbyło się 5 czerwca 1887. 
Kolej szybko stała się atrakcją turystyczną i kursowała przez wiele lat przynosząc dodatni wynik ekonomiczny. Podczas dwóch wojen światowych obiekt był nieczynny. W 1951 kolej przeszła na własność miasta Bad Ems. W 1956 zmodernizowano ją, a także wymieniono pudła wagonów z drewnianych na metalowe. Miasto Bad Ems dotowało kolej w ramach swoich możliwości finansowych, jednak po ekspertyzie technicznej TÜV wskazującej na konieczność wymiany większej części infrastruktury, nie było w stanie ponieść kosztów i w roku 1980 nie otrzymało pozwolenia na eksploatację (ostatnim rokiem kursowania był 1979, kiedy to otwarto na drugim brzegu doliny linię Kurwaldbahn). Mimo że obiekt objęto ochroną zabytkową w 1981, kolej popada w ruinę i została zdewastowana przez wandali. Mimo starań miłośników kolejnictwa oraz lokalnych działaczy, do dziś nie funkcjonuje, a jej przyszłość nie jest znana.
W latach 2014–2016 siłami działaczy i miłośników wyremontowano dolną stację (założono tu kawiarnię), a także stojący obok, na torowisku, wagon.

## Dane techniczne
Trasa ma długość 520 metrów (lina jezdna ma długość 535 metrów i średnicę 40 mm), różnica wzniesień wynosi 516 metrów, a maksymalne nachylenie trasy 54,5% (uważano ją za najbardziej stromą w Niemczech). Po linii kursowały dwa wagony, każdy o masie 9 ton. Ich pojemność wynosiła 44 pasażerów (przed modernizacją pudeł) i 36 pasażerów (po modernizacji). Prędkość jazdy wynosiła 1,5 m/s, a czas jazdy trwał sześć minut. Na trasie położono 472 podkłady. Woda do napędu balastowego pochodziła ze sztucznego stawu zbudowanego przy górnej stacji, który zasilały pompy wodą z rzeki Lahn.

## Galeria (upadek i dewastacja)

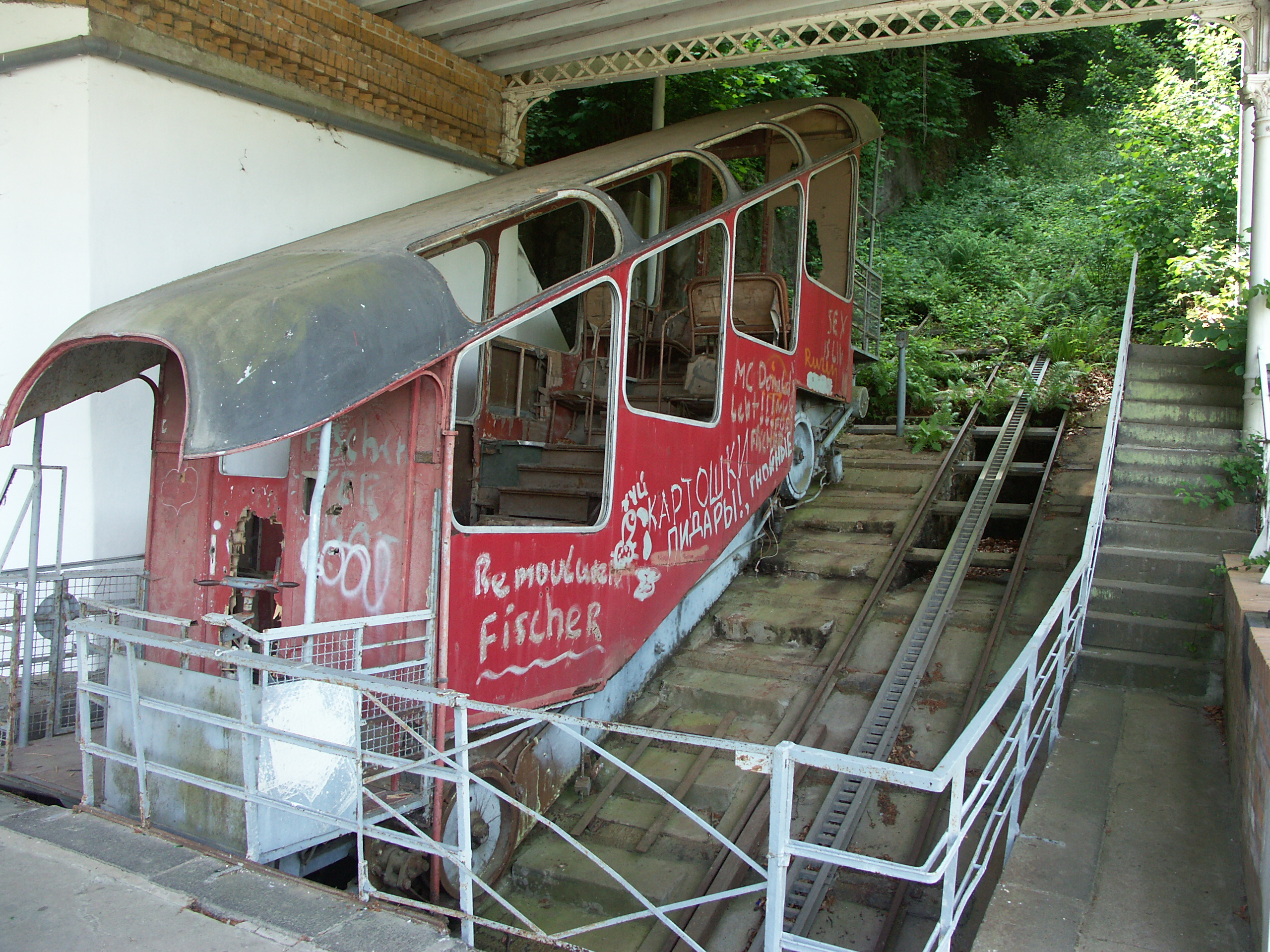
Zdewastowany wagon na dolnej stacji (2008)
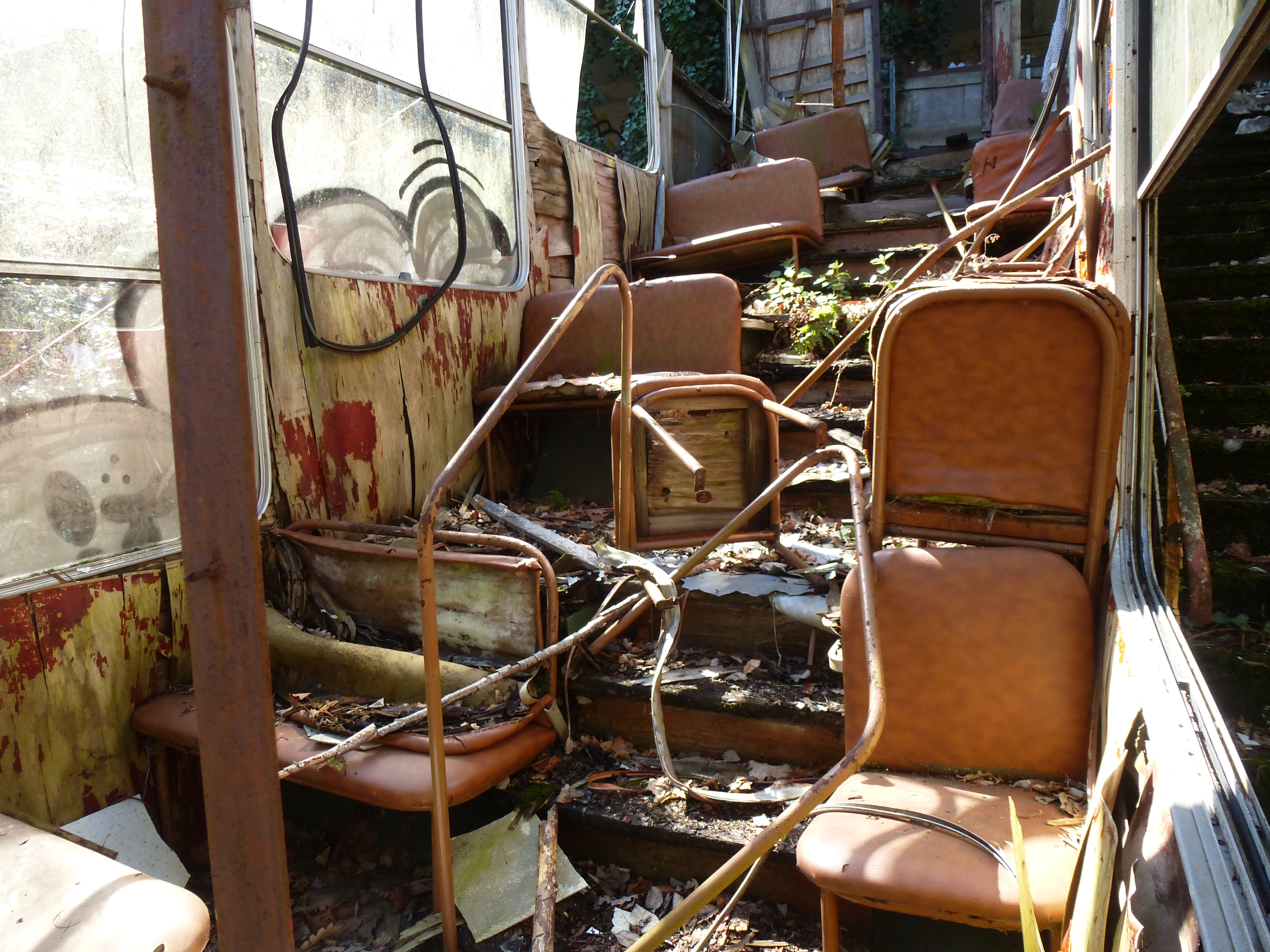
Wnętrze wagonu na górnej stacji (2019)
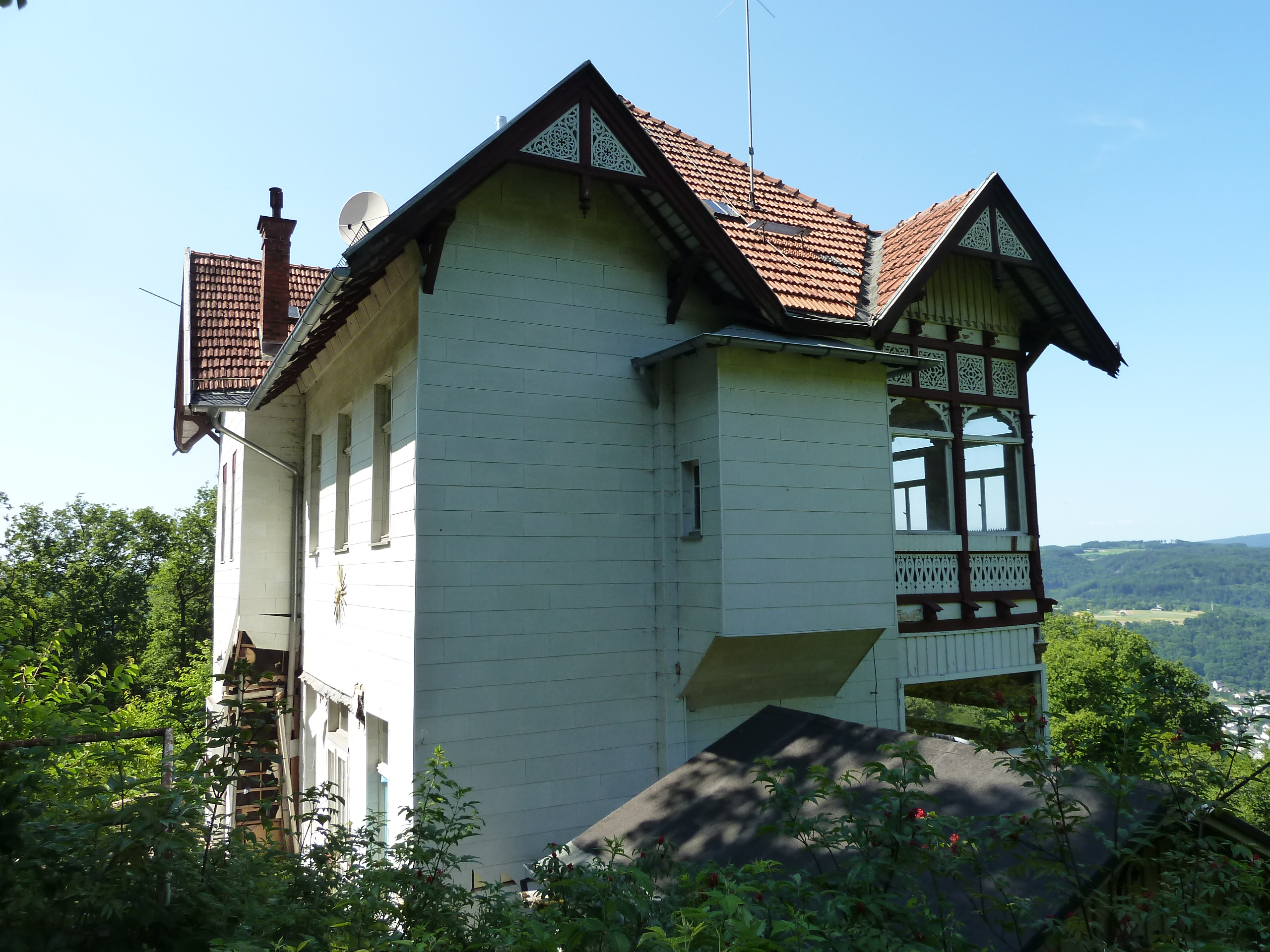
Stacja górna w 2013

## Galeria (widoki współczesne)

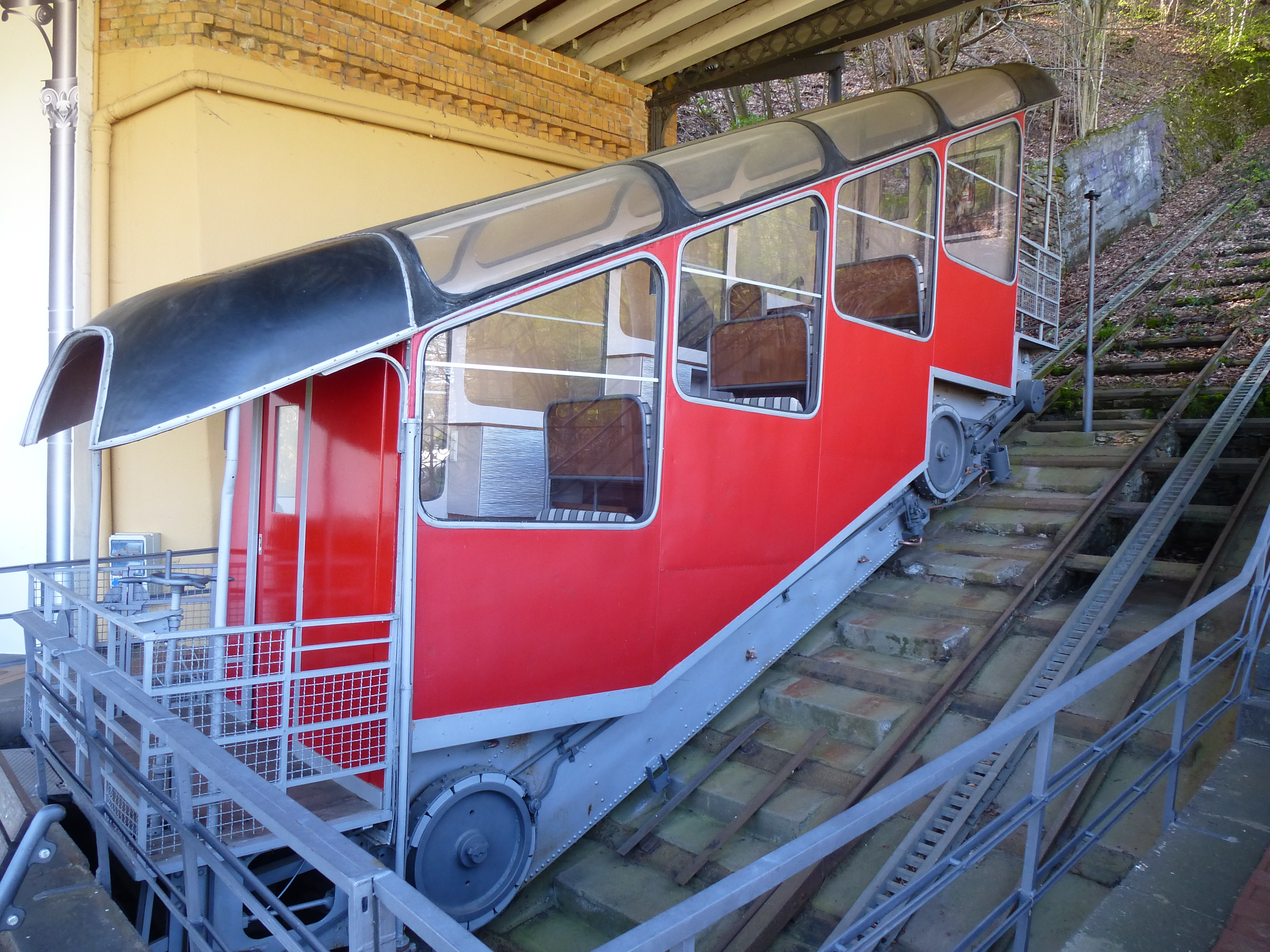
Wyremontowany wagon na dolnej stacji
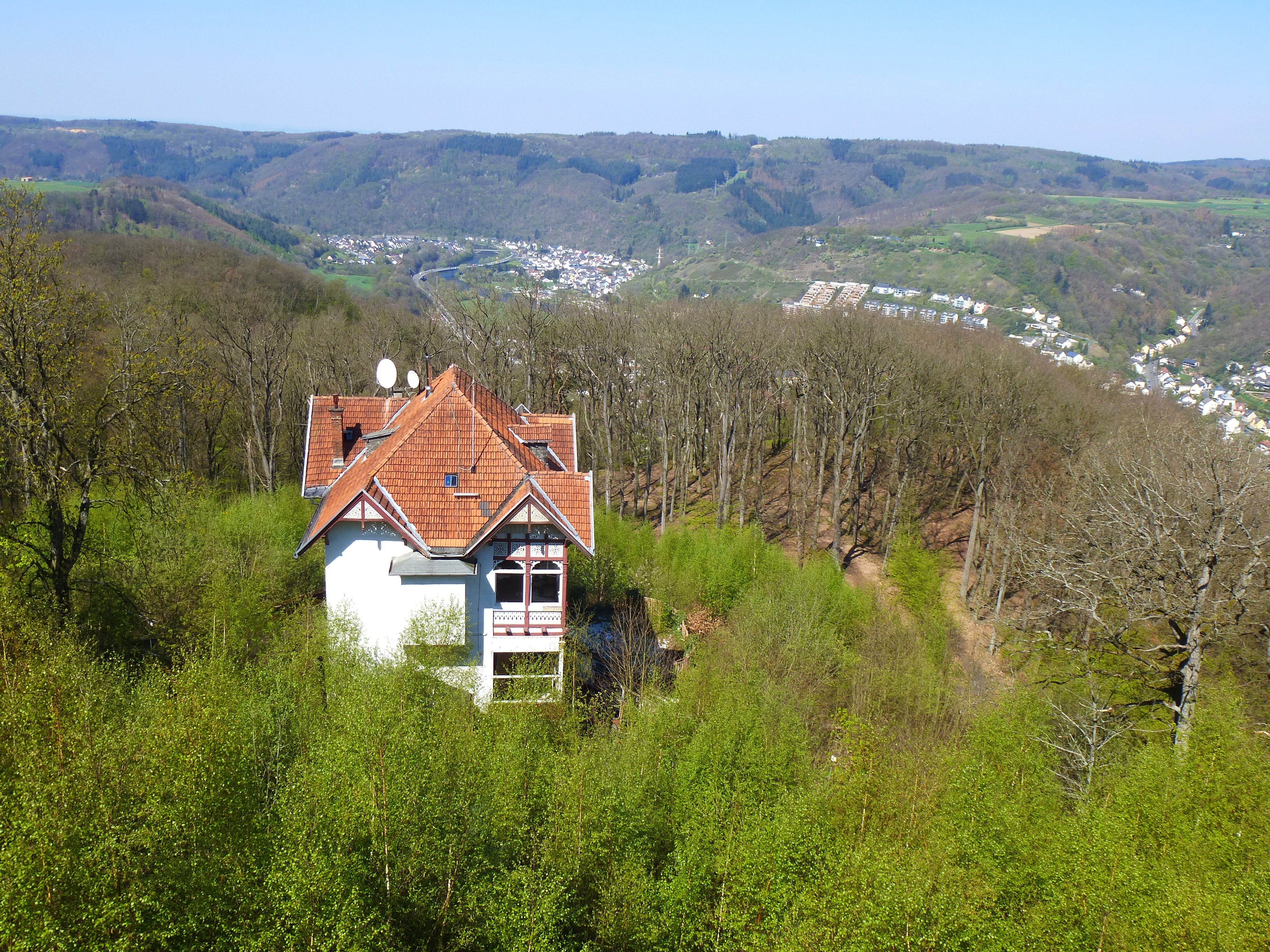
Widok z Malbergturm na górną stację
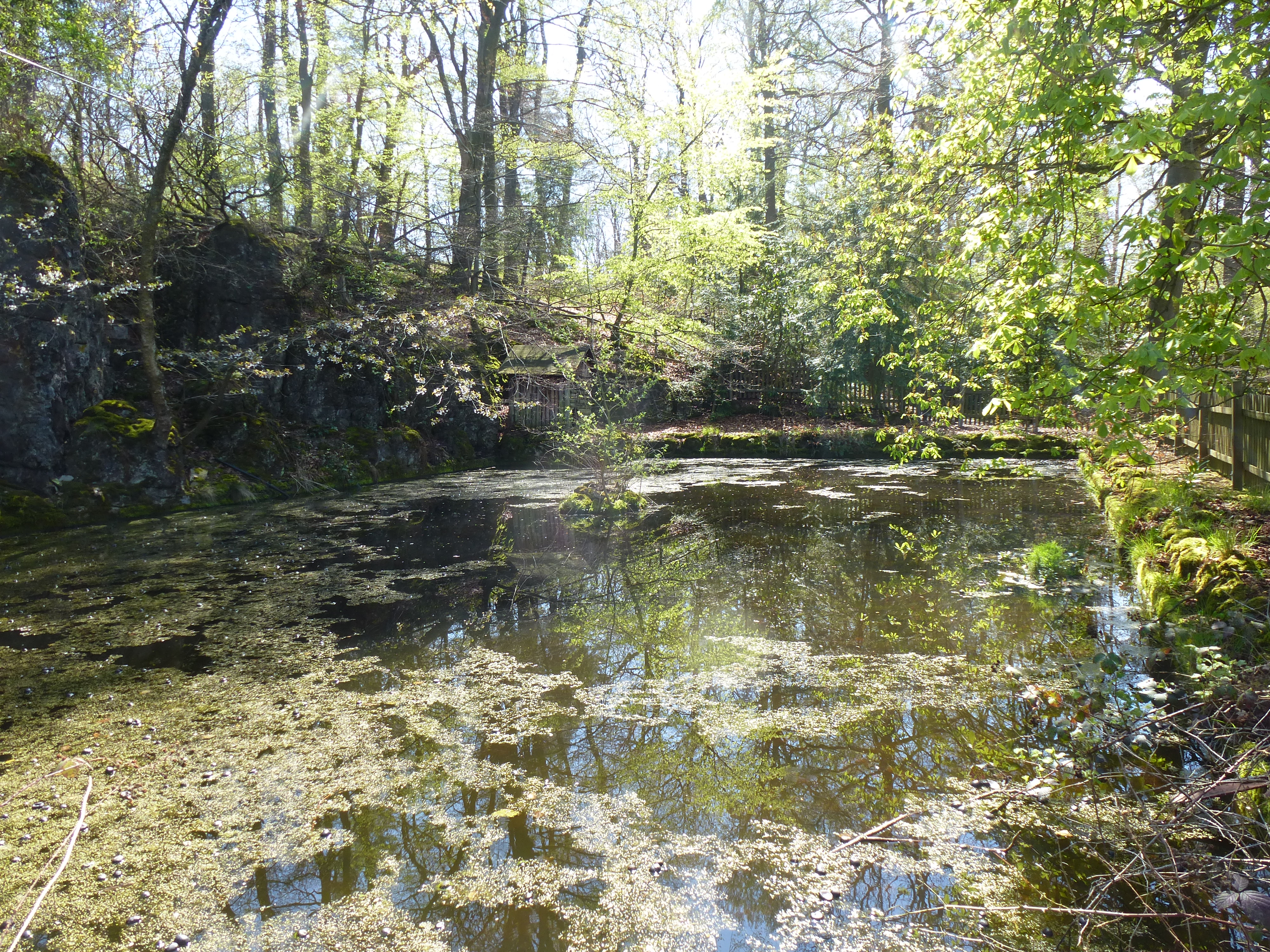
Staw w wodą do napędu balastowego